# 埃爾倫巴赫河 (賽勞夫巴赫河支流)
50°0′58.25″N 9°14′53.23″E / 50.0161806°N 9.2481194°E

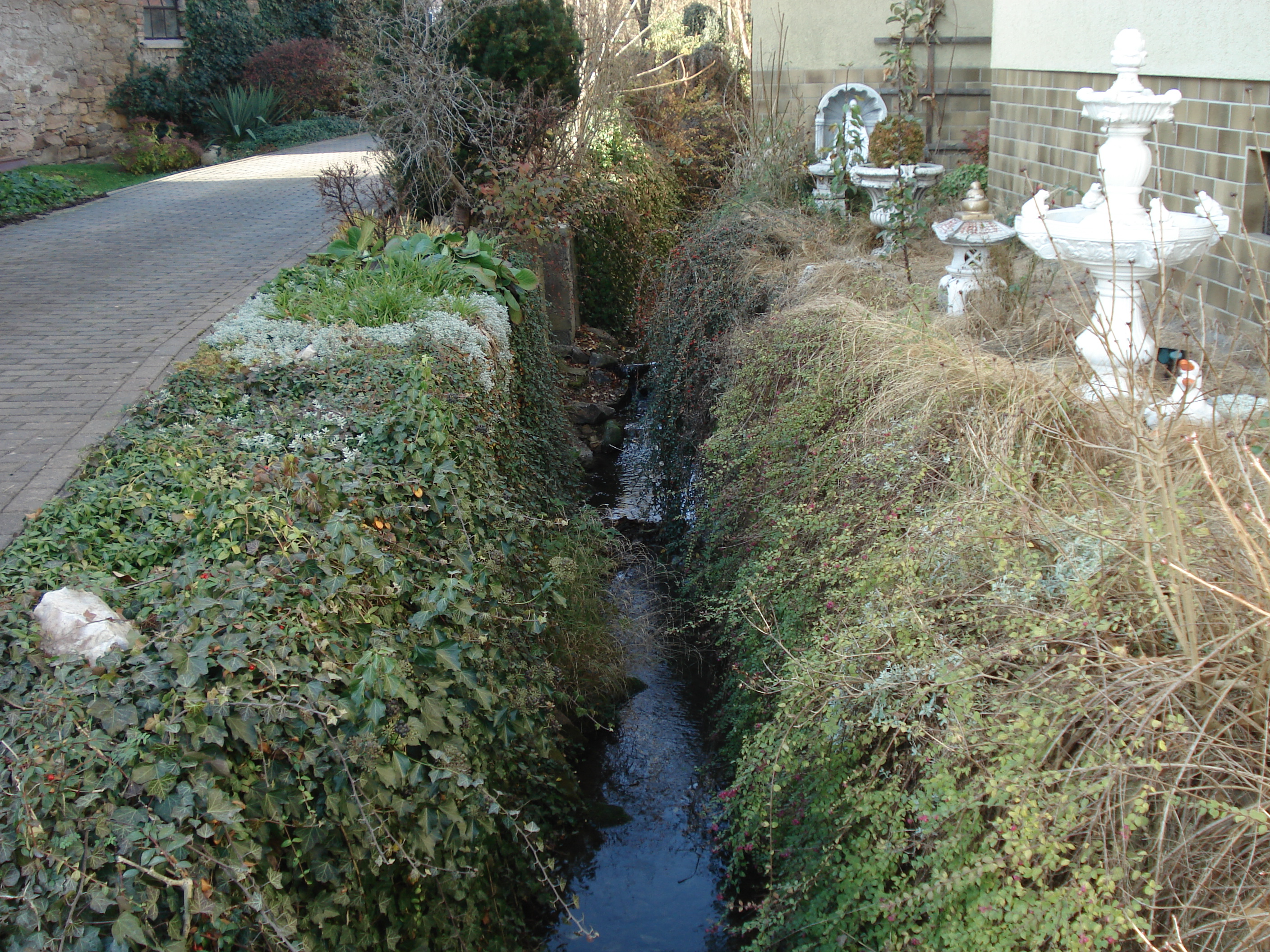

埃爾倫巴赫河（德語：Erlenbach），是德國的河流，位於該國東南部，由巴伐利亞負責管轄，屬於賽勞夫巴赫河的右支流，河道全長1.7公里，流域面積2.4平方公里。